# Eugénie-les-Bains
Eugénie-les-Bains is een gemeente in het Franse departement Landes  in de regio Nouvelle-Aquitaine. Eugénie-les-Bains telde op 1 januari 2022 486 inwoners. De plaats maakt deel uit van het arrondissement Mont-de-Marsan en van het gemeentelijk samenwerkingsverband Communauté de Communes d'Aire sur l'Adour (CCAA), dat 22 gemeenten in de departementen Landes en Gers omvat.
Door zijn bronnen, een warmwaterbron rijk aan zwavel en magnesium en een koudwaterbron, ontwikkelde de plaats zich al in de 16e eeuw als kuuroord. De plaats behoorde tot de gemeente Saint-Loubouer tot ze in 1861 een zelfstandige gemeente werd. De gemeente werd genoemd naar keizerin Eugénie, die hier op kuur kwam.

## Geografie
De oppervlakte van Eugénie-les-Bains bedroeg op 1 januari 2022 11,03 vierkante kilometer; de bevolkingsdichtheid was toen 44,1 inwoners per km². 

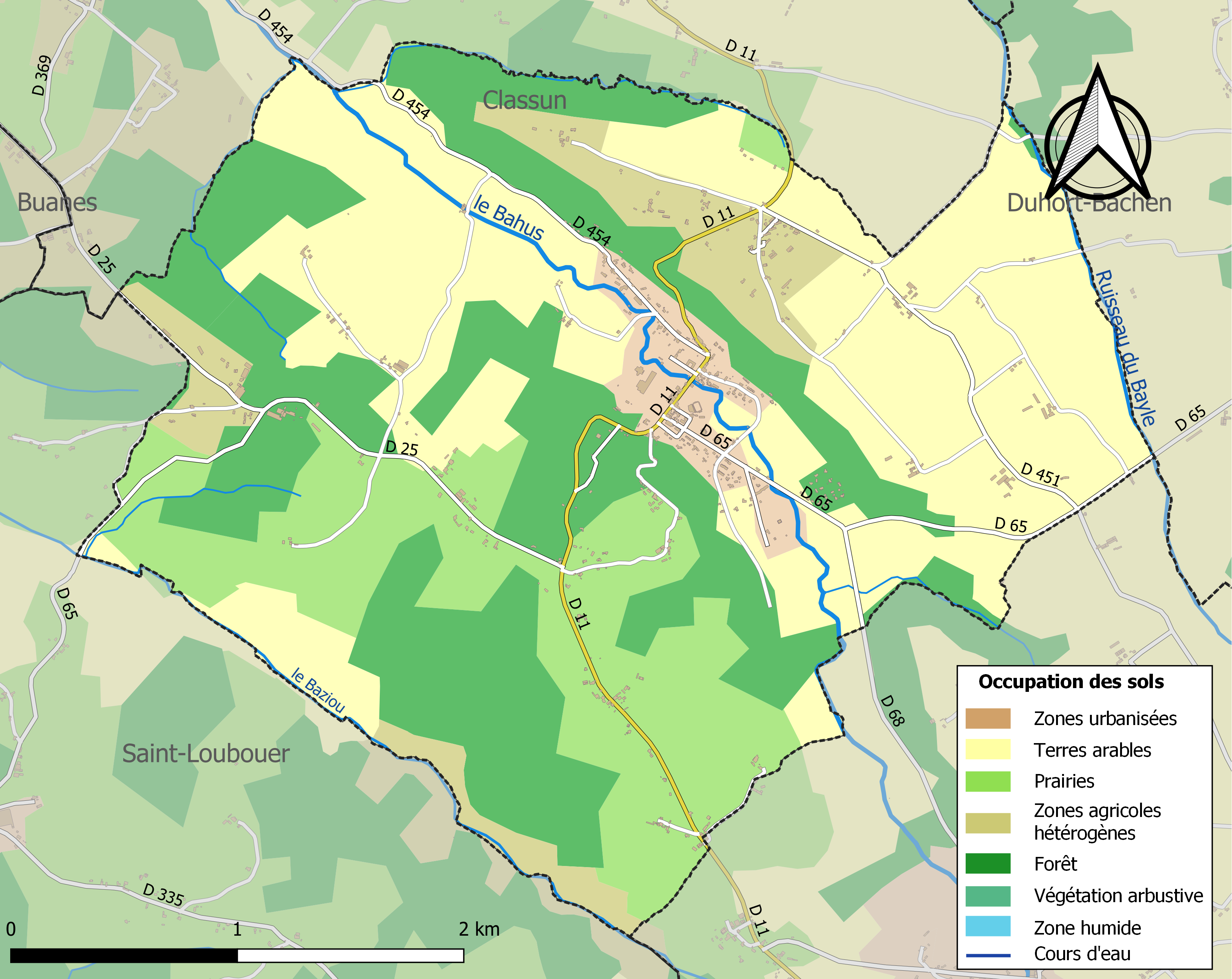
Kaart van de gemeente met belangrijkste infrastructuur, bodemgebruik en omliggende gemeenten

## Demografie
Onderstaande figuur toont het verloop van het inwonertal (bron: INSEE-tellingen).